# Fiume (1929)
Fiume byl italský těžký křižník třídy Zara. Během druhé světové války sloužil v italském královském námořnictvu. Křižník byl pojmenován podle města Fiume (dnes Rijeka) ležícím na jadranském pobřeží. V roce červenci 1940 Fiume bojoval v bitvě u Punta Stilo a v listopadu 1940 v bitvě u mysu Spartivento. Byl potopen 29. března 1941 v bitvě u Matapanu.